# アペンゼン
アペンゼン (ドイツ語: Apensen) は、ドイツ連邦共和国ニーダーザクセン州のシュターデ郡に属す町村（以下、本項では便宜上「町」と記述する）で、ザムトゲマインデ・アペンゼンを構成する自治体の一つである。

## 地理

### 隣接する市町村
この町の南はベックドルフとザウエンジークが位置する。アペンゼンの北東はブクステフーデと境を接している。西はハルゼフェルトである。

### 自治体の構成
アペンゼンの町はザムトゲマインデ・アペンゼンの一員である。この町は首邑であるアペンゼン集落とグルントオルデンドルフ集落からなる。

## 行政

### 議会
アペンゼンの町議会は15議席からなる。

### 紋章
赤地。左から右に（向かって右から左に）突き出した甲冑をつけた腕。金のグリップが付いた剣を真っ直ぐに握っている。

### 姉妹自治体
- プロエルメル（フランス、モルビアン県）1973年から友好関係を締結し、1980年に公式な姉妹都市となった。
- ゴルナウ（ドイツ、ザクセン州）1990年から友好関係を締結し、2003年に公式な姉妹都市となった。
- コルブショヴァ（ポーランド、ポトカルパチェ県）友好自治体である。

## 文化と見所

### 見所
- 墳丘墓「ヴィンケルバルク」（シュターデ郡で最も大きな墳丘墓）
- グルントオルデンドルフの石塚

### スポーツ
TSVアペンゼンにはバスケットボールから体操まで様々な競技種目がある。最大の種目はサッカーである。

## 経済と社会資本

### 交通
アペンゼンは、州道L127号線を経由して東に向かうとブクステフーデで連邦道B73号線に接続する。州道L130号線は、南に向かうとベックドルフ、北に向かうとグルントオルデンドルフを経由してノッテンスドルフに通じる。また、郡道49号線はルシュヴェーデル、郡道71号線はニンドルフへ向かう。町の中央部の交通量を軽減するための北バイパスは2008年に開通した。

### 地元企業
アペンゼン最大の企業の一つがアイスベア・アイス社である。

### 公共機関
アペンゼンには町の行政庁舎であると同時にザムトゲマインデの行政府でもあるユンケルンホーフがある。アペンゼン教会組織はアペンゼンに本部を有している。

### 教育
アペンゼンの町の子供たちはアペンゼン基礎課程学校に通う。隣町のベックドルフの子供もアペンゼン基礎課程学校のベックドルフの小さな分校に通っている。もっと大きな子供はアペンゼン学校センターの本課程・実科学校に通学する。ギムナジウムはブクステフーデに通う。